# Facultad de Veterinaria de la Universidad de Extremadura
La Facultad de Veterinaria de Cáceres de la Universidad de Extremadura se encuentra ubicada en el Campus de Cáceres, ciudad de Cáceres (España). Fue fundada en el año 1983. El centro oferta enseñanzas de pregrado y posgrado en veterinaria y ciencias naturales. 

## Información académica

### Organización
La Facultad de Veterinaria de Cáceres se compone de diez departamentos, con sus correspondientes áreas de conocimiento:

#### Anatomía, Biología Celular y Zoología
- Zoología

#### Bioquímica y Biología Molecular y Genética
- Bioquímica y Biología Molecular

#### Ciencias Biomédicas
- Microbiología

#### Física Aplicada
- Física Aplicada

#### Fisiología
- Fisiología
- Inmunología

#### Matemáticas
- Estadística e Investigación Operativa
- Matemática Aplicada

#### Medicina Animal
- Anatomía y Anatomía Patológica Comparada
- Fisiología
- Medicina y Cirugía Animal

#### Producción Animal y Ciencia de los Alimentos
- Nutrición y Bromatología
- Producción Animal
- Tecnología de los Alimentos

#### Química Orgánica e Inorgánica
- Química Orgánica

#### Sanidad Animal
- Parasitología
- Sanidad Animal
- Toxicología

#### Terapéutica Médico-Quirúrgica
- Farmacología

## Titulaciones ofertadas

### Grados[3]
- Grado En Bioquímica
- Grado En Veterinaria

### Másteres[4]
- Máster Universitario En Ciencia Y Tecnología De La Carne
- Máster Universitario En Protección Radiológica Ambiental

## Comunidad

### Estudiantes
En el curso académico 2013-2014, la Facultad cuenta con 662 estudiantes, de los que 627 son alumnos de pregrado y 35 de posgrado.

### Profesores
En el curso académico 2013-2014, la Facultad cuenta con 103 profesores. El 99 % del total posee título de doctor.